# Erisittone (re di Tessaglia)

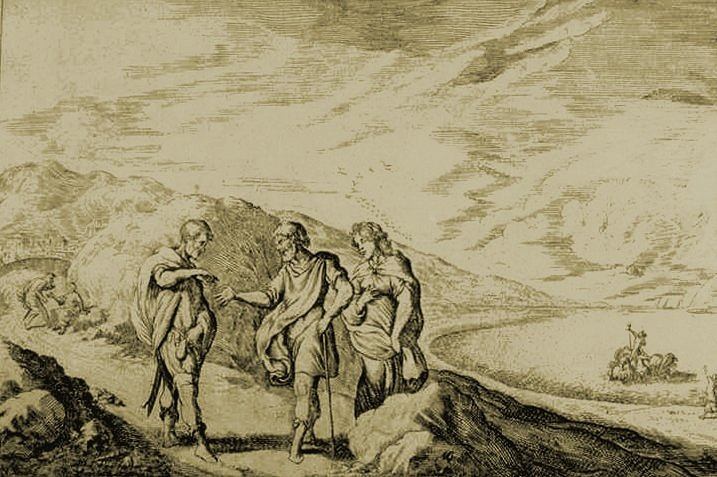
Erisittone vende sua figlia Mestra. Incisione di Johann Wilhelm Baur.

Erisittone (in greco antico: Ἐρυσίχθων?, Erysíchthōn) è un personaggio della mitologia greca, re di Tessaglia, figlio di Triopa.
Viene citato da Dante nel canto XXIII del Purgatorio.

## Mitologia
Empio e violento, Erisittone non temeva la collera degli dei: arrivò persino ad abbattere deliberatamente un bosco sacro a Demetra, con l'intenzione di costruirsi una sala da pranzo. Per punire la sua empietà, la dea lo condannò ad una fame inesauribile. Per cibarsi, Erisittone dilapidò tutte le ricchezze della sua famiglia, e vendette persino sua figlia Mestra al mercato; lo fece più volte in quanto il suo amante Poseidone le aveva dato il dono di prendere qualsiasi forma, il che le consentiva di mutarsi in un animale diverso ogni giorno per essere venduta e sfuggire poi ai suoi padroni.
(Licofrone, Alessandra vv. 1393-1395)
Alla fine, Erisittone, per placare la sua fame, finì per divorare se stesso.
Nel VI Inno di Callimaco è citato Erisittone, ma non la figlia. Callimaco racconta che Demetra, assunte le sembianze della sacerdotessa Nicippe, esortò Erisittone a non tagliare gli alberi che le erano sacri, ma quando questi la minacciò e continuò con la sua opera, Demetra ridivenne Dea e lo condannò alla fame perenne; e Erisittone, una volta dilapidato il suo patrimonio, fu costretto a divenire un mendicante.
(Callimaco, VI Inno (trad. di V. Gigante Lanzara))
La narrazione più completa del mito di Erisittone si trova nelle Metamorfosi di Ovidio, VIII, 738-878. Sono da segnalare in particolare i versi 877-878:

## Nella letteratura

### Epoca bizantina
Interessante l'uso del mito che fa lo scrittore bizantino (VI sec. d.C.) Agazia, nelle sue Storie, II,3,6-7 (probabilmente ispirato direttamente o de relato da Ovidio) dove applica la tragica sorte autofagica di Erisittone ad un dux alamanno, Leutari che sarebbe morto a Ceneda, attuale Vittorio Veneto, nel 554 d.C. (vd. Leutari). La ragione della morte è indicata scopertamente, dallo storico bizantino, come punizione divina per i saccheggi delle chiese cristiane perpetrati dagli Alamanni nel corso della loro incursione (si possono utilmente vedere: R.C. McCail, Erysichthon, Sin and Autophagy, Mnemosyne, 17, 1964, p. 162; A. Kaldellis, Things are not what they are: Agathias Mythistoricus and the last Laugh of Classical Culture, Classical Quarterly, 53, 1, 2003, pp. 295-300; A. Alexakis, Two verses of Ovid liberally translated by Agathias of Myrina (Metamorphoses 8.877-878 and Historiae 2.3.7), Byzantinische Zeitschrift, 101, 2, 2009, pp. 609-616).
Lo stesso Agazia, in un epigramma ironico che ora si legge nell'Antologia Palatina XI, 379, si era servito del mito di Erisittone in chiave comica:
ὑμετέρουϛ͵ ἵνα σοῖς ἐν μεγάροις πελάσῃ· 

εἰ γὰρ ἀεὶ βούβρωστιν ἔχεις Ἐρυσίχθονος αὐτοῦ͵ 

ναὶ τάχα δαρδάψεις καὶ φίλον ὃν καλέεις. 

ἀλλ' οὑ σεῖο μέλαθρά με δέξεται· οὑ γὰρ ἔγωγε 

βήσομαι ὑμετέρῃ γαστρὶ φυλαξόμενος. 

εἰ δὲ ποτ' ἐς τεὸν οἶκον ἐλεύσομαι͵ οὑ μέγ' ἂνυσσεν 

Λαρτιάδης Σκύλλης χάσμασιν ἀντιάσας· 

ἀλλ' ἔσομαι πολύτλαϛ τις ἐγὼ πλέον͵ εἰ σὲ περήσω͵ 

Κύκλωποϛ κρυεροῦ μηδὴν ἐλαφθρότερον»
(trad. di M. Marzi da )

### Medioevo
Anche Dante Alighieri - sempre servendosi delle Metamorfosi ovidiane - nomina Erisittone, e precisamente nel Purgatorio:
(Dante Alighieri, Purgatorio, XXIII, vv. 25-27)